# Distretto di Dara-I-Suf
Il distretto di Dara-I-Suf è un distretto dell'Afghanistan appartenente alla provincia del Samangan.